# G.I. Jane
G.I. Jane er en amerikansk actionfilm fra 1997 instrueret og produceret af Ridley Scott og med Demi Moore i hovedrollen som løjtnant Jordan O'Neil der skal gennemgå træning i U.S. Navy Special Warfare Group som den første kvinde nogensinde.

## Medvirkende
- Demi Moore
- Viggo Mortensen
- Anne Bancroft
- Jason Beghe
- Daniel von Bargen
- Scott Wilson
- John Michael Higgins
- Kevin Gage
- David Warshofsky
- David Vadim
- Morris Chestnut
- Josh Hopkins
- James Caviezel
- Boyd Kestner

## Ekstern henvisning
- G.I. Jane på Internet Movie Database (engelsk)
- G.I. Jane på Filmdatabasen
- G.I. Jane på Scope
- G.I. Jane i Svensk Filmdatabas (svensk)
- G.I. Jane på AlloCiné (fransk)
- G.I. Jane på MovieMeter (nederlandsk)
- G.I. Jane på AllMovie (engelsk)
- G.I. Jane hos American Film Institute (engelsk)
- G.I. Jane på Turner Classic Movies (engelsk)
- G.I. Jane på The Movie Database (engelsk)